# 粕屋北部消防組合
粕屋北部消防組合（かすやほくぶしょうぼうくみあい）は、福岡県古賀市および糟屋郡新宮町によって組織された一部事務組合（消防組合）である。

## 概要
- 消防本部：古賀市今在家167番地1
- 管内面積：61.02km2
- 職員数：94名
- 消防署1カ所、分署1カ所
- 主力機械（2020年4月1日現在）
  - 消防ポンプ自動車：1
  - 水槽付消防ポンプ自動車：3
  - 化学消防ポンプ自動車：1
  - 屈折はしご付消防自動車：1
  - 救助工作車：1
  - 水難救助工作車：1
  - 指令車：1
  - 資材搬送車：1
  - 高規格救急自動車：4
  - その他：6

## 沿革
- 1978年10月25日 糟屋郡古賀町及び新宮町の2町により粕屋北部消防組合を設置する許可が福岡県知事から下り、古賀町役場内に仮事務所を設置する。
- 1979年
  - 4月1日 粕屋北部消防組合消防本部を設置する。
  - 10月1日 粕屋北部消防署を古賀町大字大久保の仮事務所に開設する。
- 1980年12月1日 消防組合・消防本部・消防署が新庁舎に移転する。
- 1994年4月1日 新宮分署を開設する。
- 1997年10月1日 古賀町が市制移行し古賀市となる。
- 2017年11月 福岡都市圏消防共同指令センター（福岡市消防局内）に通信指令業務を委託[1]。

## 組織
- 消防本部 - 総務課、警防課、予防課
- 消防署

## 消防署
| 消防署         | 住所                 | 分署                                |
| -------------- | -------------------- | ----------------------------------- |
| 粕屋北部消防署 | 古賀市今在家167番地1 | 新宮：糟屋郡新宮町緑ケ浜1丁目1番2号 |